# 弗里茨·施托尔策
弗里茨·施托尔策（德語：Fritz Stolze，1910年12月20日—1973年3月5日），德国男子水球运动员，场上位置是守门员。他曾代表德国参加1936年夏季奥林匹克运动会水球比赛，获得一枚银牌。